# Lülsfeld
Lülsfeld è un comune tedesco di 816 abitanti, situato nel land della Baviera.